# هانرسدورف
هانرسدورف (به آلمانی: Hannersdorf) یک منطقهٔ مسکونی در اتریش است که در ناحیه اوبروارت واقع شده‌است. هانرسدورف ۸۰۴ نفر جمعیت دارد.